# 兴隆庄站
兴隆庄站是一个陇海线上的铁路车站，位于河南省开封市祥符区兴隆街道，1915年开始临时营业，1916年1月正式启用。车站现时负责列车接发工作及办理专用线业务，不办理客运业务。

## 历史
兴隆庄站于1916年1月启用，时称兴隆站。建成时站内有3条股道，站房位于道北，为宫殿庙宇式。1959年增设至4条股道。1978年建旅客站台2座、货物高站台1座及货仓一座。1979年增设至5条股道，并新建候车室1座及运转室1座。1983年10月，车站更名为兴隆庄站。

## 兴隆庄火车站站舍旧址
兴隆庄火车站站舍旧址由火车站站舍、站长住所、防空洞三部分组成，站舍建于1915年，由比利时公司修建，砖木结构，为宫殿庙宇式。站长住所位于站舍西侧，面积约150平方米，为日式简约建筑，该建筑始建于上世纪30年代中期，于日军占领河南时建造。
兴隆庄火车站站舍旧址是目前陇海线上唯一一座保存完整的历史车站，2008年6月被列为河南省文物保护单位，2019年10月被列入第八批全国重点文物保护单位。